# Hauerseehütte
Die Hauerseehütte ist eine Selbstversorgerhütte der Sektion Ludwigsburg des Deutschen Alpenvereins (DAV). Gelegen ist die Hütte auf einer Höhe von 2383 m ü. A., in den Ötztaler Alpen, im österreichischen Bundesland Tirol. Erbaut wurde die Hütte am 11. August 1929 von der Sektion Jung-Leipzig. Im Jahr 1947 hatte eine Lawine die stattliche dreigeschoßige, bewirtschaftete Alpenvereinshütte der Sektion Jung-Leipzig fast völlig zerstört. Der Wiederaufbau der Hütte erfolgte von der Sektion Ludwigsburg in den Jahren 1966 bis 1969 als Selbstversorgerhütte. Die Hauerseehütte ist ein notwendiger Stützpunkt am mittleren Geigenkamm.
Die Hüttensaison beginnt ab der vierten Woche im Juni und endet am letzten Wochenende im September. In dieser Zeit ist die Hütte durchgehend geöffnet und beaufsichtigt. In der Vor- und Nachsaison ist die Hütte nicht beaufsichtigt. Im Winter ist die Hauerseehütte von Mitte Oktober bis Ende Mai wegen Lawinengefahr geschlossen.
Die Hüttenausstattung besteht aus 15 Matratzenlagern und einigen Notlagern; zwei Gaskochstellen und ein Holzofen sind vorhanden.

## Zugänge
- Von Umhausen-Köfels (1403 m) über den Höhenweg 911, Wurzbergalm, Leckalm, Innenbergalm, Woeckelwarte. Gehzeit: 4 Stunden. Nur wenige Meter abseits des Weges Nr. 41 zwischen Innerbergalm und Hauserseehütte befindet sich auf dem Rauen Oppen in 2098 m Höhe eine sechseckige, ganz aus Lärchenholz gebaute Holzhütte als Unterstand, die sogenannte Wöckelwarte. Sie wurde vom damaligen Vorsitzenden der Sektion Jung-Leipzig, Franz Wöckel, im Jahre 1927 gestiftet und erbaut.
- von Längenfeld - Hauertal, Unterried, Oberried Gehzeit: 3½-4 Stunden

## Übergänge zu Nachbarhütten
- Frischmannhütte (2192 m), Gehzeit: 4 Stunden
- Rüsselsheimer Hütte (ehemals Neue Chemnitzer Hütte) (2328 m), Gehzeit: 7 Stunden
- Ludwigsburger Hütte (ehemals Lehnerjochhütte), Gehzeit: 8 Stunden

## Gipfel
- Südlicher Luibiskogel (3112 m), Gehzeit: 1¾ Stunden
- Reiserkogel (3090 m), Gehzeit: 2 Stunden
- Hauerseekogel (3059 m), Gehzeit: 1½-2 Stunden
- Nördlicher Luibiskogel (3090 m), Gehzeit: 2 Stunden